# Deceiver (filme)
Deceiver (bra: O Impostor; prt: Enganador) é um filme norte-americano de 1997, dos gêneros suspense, drama e policial, escrito e dirigido por Jonas Pate e Josh Pate.

## Sinopse
Dois detetives investigam o assassinato de uma prostituta. O suspeito é um empresário que tem episódios de perda de memória e surtos de violência.

## Elenco principal
- Tim Roth como James Walter Wayland
- Chris Penn como Detetive Phillip Braxton
- Ellen Burstyn como "Mook"
- Renée Zellweger como Elizabeth
- Michael Rooker como Detetive Edward Kennesaw
- Rosanna Arquette como Mrs. Kennesaw
- Michael Parks como Dr. Banyard